# Kościół Marii Panny Śnieżnej w Bańskiej Szczawnicy

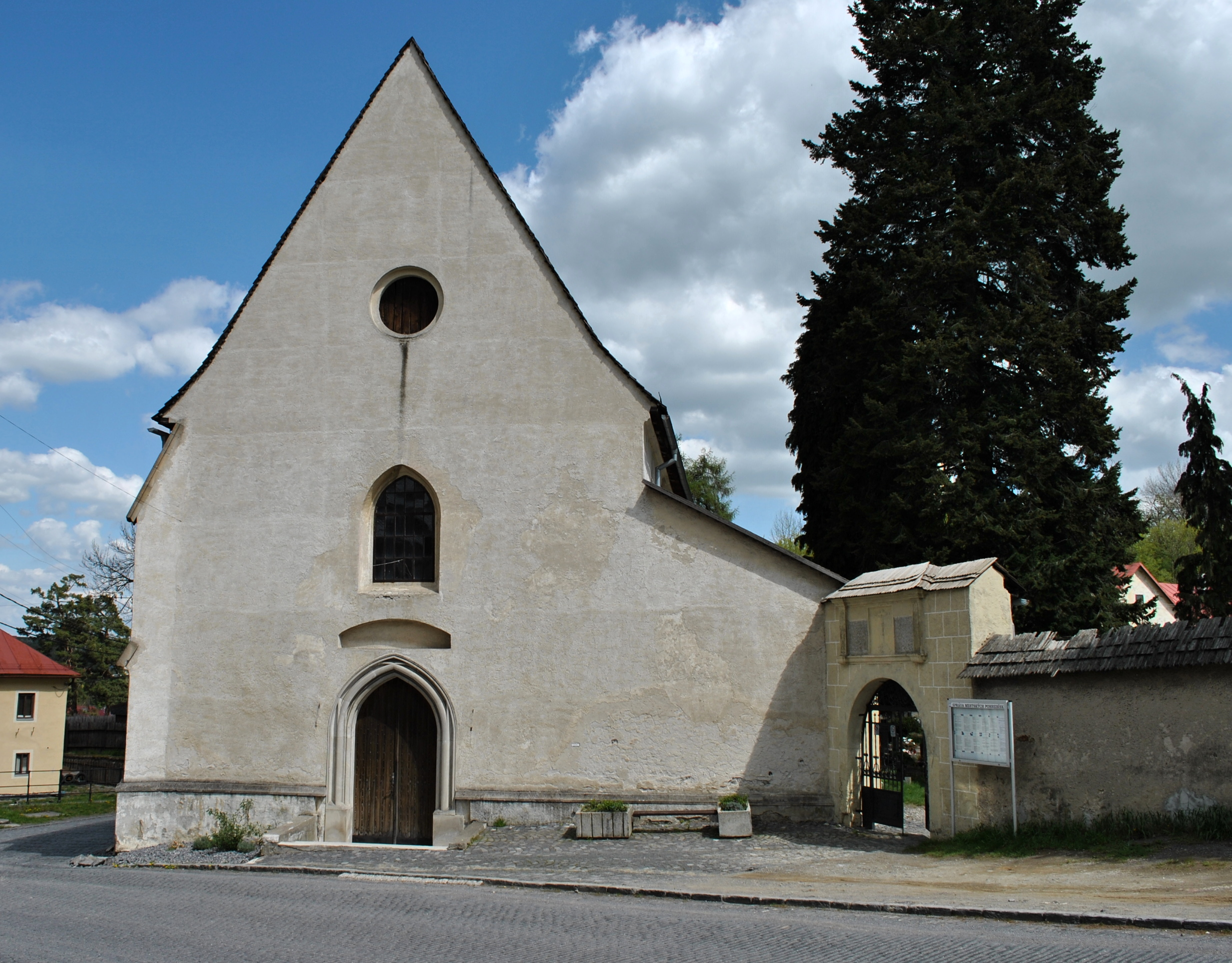
Kościół Marii Panny Śnieżnej. Front świątyni

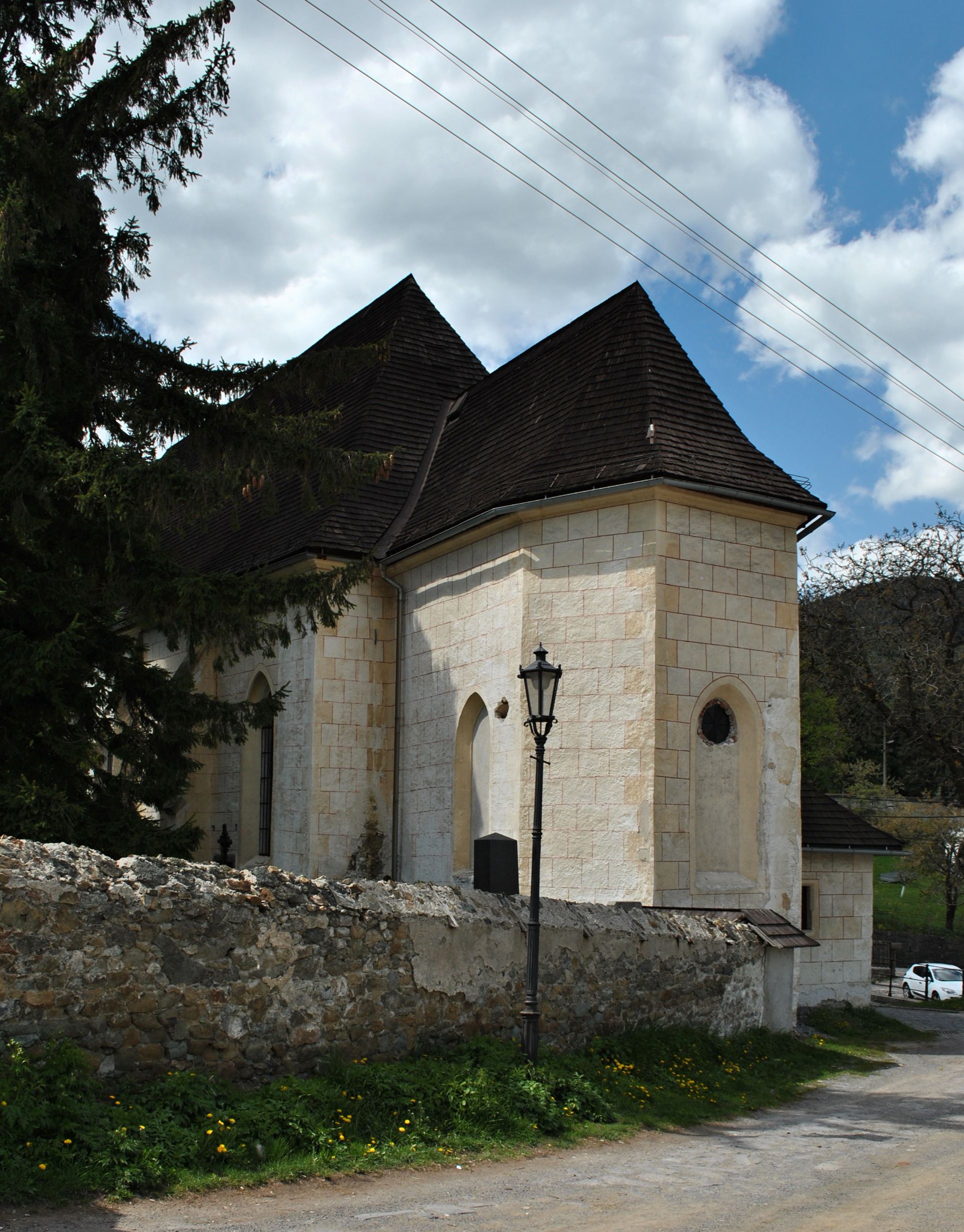
Widok od strony prezbiterium

Kościół Marii Panny Śnieżnej (słow. Kostol Panny Márie Snežnej, też: Frauenberský kostol) – dawny kościół katolicki w Bańskiej Szczawnicy na Słowacji. Obecnie obiekt nie służy celom kultu. Jest własnością miasta i od 1978 r. wykorzystywany jest jako dom przedpogrzebowy dla pobliskich cmentarzy.

## Położenie
Budowla znajduje się nieco na południe od centralnej części miasta, wyznaczonej przez Radničné námestie, w rejonie początku ulicy J. K. Hella, wiodącej do Szczawnickich Bani. Wznosi się na stoku wzniesienia zwanego Frauenberg, na którego szczycie góruje Nowy Zamek. Adres: Novozámocká ul., obok wejścia do Cmentarza Frauenbergskiego (słow. Frauenbergský cintorin).

## Historia
Kościół pochodzi od gotyckiej kaplicy wybudowanej w latach 1512-1514 przez bogatego przedsiębiorcę górniczego, a jednocześnie zarządcę miejscowej komory górniczej, Erazmusa Rössla. Prezbiterium nakryte zostało wyjątkowym kolistym sklepieniem żebrowym. W 1580 roku kaplica została przekształcona w kościół przez dostawienie nawy.
W XVIII w. wnętrze przekształcono w stylu barokowym, a dach wzbogacono o drewnianą, barokową wieżyczkę, obecnie nie istniejącą. W 1896 roku barokowy ołtarz św. Szczepana z 1717 roku zastąpiono neogotyckim ołtarzem z figurami Matki Boskiej i św. Emeryka. Podczas drugiej wojny światowej w 1945 r. kościół został spalony. Budynek wyremontowano w latach 1947-1950.

## Architektura
Kościół jest późnogotycką, orientowaną, jednonawową budowlą z wielobocznie zamkniętym prezbiterium ze sklepieniem żebrowym. Nawa kościoła została wzmocniona licznymi zewnętrznymi przyporami, pomiędzy którymi od strony południowej przepruto duże gotyckie okna, zamknięte ostrołukowo. Ściana północna jest ich pozbawiona, posiada jedynie ostrołukowy portal, obecnie zamurowany. Front nawy stanowi prosta ściana z osiowo umieszczonym portalem wejściowym, nad którym znajdują się dwa okna. Wnętrze pozbawione jest obecnie wyposażenia sakralnego.